# دایسارت، فایف
دایسارت (به انگلیسی: Dysart) یک شهرک در اسکاتلند است که در فایف واقع شده‌است.